# Vallejo, Mexiko
Vallejo är en ort i Mexiko.   Den ligger i kommunen Ahome och delstaten Sinaloa, i den västra delen av landet, 1 200 km nordväst om huvudstaden Mexico City. Vallejo ligger 16 meter över havet och antalet invånare är 1 098.
Terrängen runt Vallejo är mycket platt. Runt Vallejo är det ganska tätbefolkat, med 83 invånare per kvadratkilometer. Närmaste större samhälle är Los Mochis, 12,5 km sydost om Vallejo. Trakten runt Vallejo består till största delen av jordbruksmark.